# Roc Raida
Anthony Williams (18 mai 1972 – 19 septembre 2009), plus connu sous le surnom Roc Raida, était un disc jockey américain, turntabliste, producteur et membre du groupe de DJs, The X-Ecutioners. 
Durant sa carrière, il a remporté de nombreux prix, dont le championnat du monde DMC en 1995, et a notamment accompagné le rappeur Busta Rhymes lors de sa tournée internationale.

## Biographie
Roc Raida grandit à Harlem. Il a commencé sa carrière de DJ dans les années 1980 à l'âge de dix ans. Roc Raida a gagné en réputation à partir de 1989 en tant que membre du groupe de DJs X-Men, qui sera connu plus tard sous le nom X-Ecutioners pour des raisons liées au droit d'auteur. La réputation des X-Ecutioners au sein du milieu du turntablism est due à leur utilisation de beat-juggling, cette pratique était également bien représentée dans le style de Roc Raida. Avec le rappeur MF Grimm, Roc Raida a fait partie d'un groupe appelé The Gravediggaz (à ne pas confondre avec le groupe homonyme dans laquelle appartenait le rappeur RZA).
En 1991, il a obtenu la première place à la compétition As One, la deuxième place au Superman Battle en 1992 ainsi qu'au DMC USA Finals la même année. Enfin en 1995, il fut sacré champion du monde au championnat DMC à Londres.

### Grandmaster
Au fil des ans, Roc Raida se consacre à promouvoir l'art du turntablism dans des lieux éloignés de ses racines, comme Singapour, la Turquie, le Japon et l'Australie. Raida a reçu le titre de « Grand Maître » (Grandmaster), titre d'honneur donné dans le milieu hip-hop uniquement par un autre grand maître. Roc Raida le recevra par Kool Herc, considéré comme le père du hip-hop, ainsi que par Grand Wizzard Theodore. Pour célébrer une décennie de carrière, Roc Raida recevra le privilège de faire partie du DMC Hall of Fame lors de l'édition des DMC World Finals de 1999, se déroulant à New York.

### Décès
Âgé de 37 ans, Anthony Williams est mort le 19 septembre 2009 de complications à la suite de blessures à la colonne vertébrale liées à un accident pendant une session de karaté. Il se trouvait dans un centre de rééducation physique au moment de sa mort. La nouvelle a également été annoncée le jour même par Busta Rhymes via le réseau social Twitter :
« I am sorry 2 say that on this day at 2:05 Sept 19th we lost another incredible life…Dj Roc Raida died 2day my personal Dj is gone… ».

## Récompenses

### En individuel
- 1991 :  As One.
- 1992 :  Superman Battle.
- 1992 :  DMC USA Finals.
- 1995 :  Championnat du monde DMC[4].